# Ronald Harwood
Sir Ronald Harwood, CBE (* 9. November 1934 in Kapstadt, Südafrikanische Union; † 8. September 2020 in Sussex, England) war ein britischer Drehbuchautor, Filmproduzent und Theaterschauspieler sowie der Autor von Dramen, Romanen und Sachliteratur.

## Leben und Wirken
Harwood, als Kind der jüdischen Einwanderer Isaac Horwitz und Isobel Pepper in Südafrika geboren, zog  im Alter von 17 Jahren nach London, um Theaterschauspieler zu werden. Nach dem Besuch der Royal Academy of Dramatic Art wurde er auf Empfehlung von Sir Donald Wolfit Mitglied der Royal Shakespeare Company.
Zwischen 1953 und 1958 persönlicher Assistent von Wolfit, konnte sich Harwood auf diese Weise viel an persönlichem Wissen aneignen. Auch schrieb er nach dem Tod Wolfits (1968) eine Biografie mit dem Titel: Sir Donald Wolfit CBE: His Life and Work in the Unfashionable Theatre. Seine Erlebnisse mit Wolfit und dessen Truppe verarbeitete er zudem in dem Bühnenstück Der Garderobier, das 1983 unter dem Titel Ein ungleiches Paar mit Albert Finney und Tom Courtenay verfilmt wurde und zu dem Harwood auch das Drehbuch beisteuerte.
Diese Karriere als Drehbuchautor hatte er bereits 1962 eingeschlagen und arbeitete über die Jahre an zahlreichen Filmen, die internationalen Erfolg verbuchen konnten.
Vor allem mit Themen, die den Zweiten Weltkrieg betreffen, hat Harwood sich häufig auseinandergesetzt. So schrieb er 2001 mit Taking Sides die Filmbiografie des Lebens von Wilhelm Furtwängler, bei der István Szabó Regie führte. Für István Szabó schrieb er auch das Drehbuch für Being Julia. Dieser Film kam 2004 in die Kinos.
Der bekannteste Film Harwoods jedoch war das 2002 produzierte Holocaust-Drama Der Pianist, welches das Leben von Władysław Szpilman erzählt, den Adrien Brody verkörpert. Harwood selbst bekam für diese Arbeit bei der Oscarverleihung 2003 die Goldtrophäe. Ein Drama, erneut unter Regie von Roman Polański, war die 2005 inszenierte Literaturverfilmung Oliver Twist.
Ein anderes seiner Projekte war der Mike-Newell-Film Die Liebe in den Zeiten der Cholera nach Gabriel García Márquez im Jahr 2007. Gemeinsam mit Baz Luhrmann überarbeitete Harwood des Weiteren das Drehbuch zu dessen Epos Australia, das im November 2008 uraufgeführt wurde.
Sein Theaterstück Kollaboration hatte 2009 seine deutsche Erstaufführung: Richard Strauss und Stefan Zweig kooperieren bei der Oper Die schweigsame Frau, die 1935 in Dresden herauskommen soll. Strauss, Präsident der nationalsozialistischen Reichsmusikkammer, kollaboriert mit den Nazis, zeigt aber in diesem „künstlerischen“ Fall Courage und setzt durch, dass der Name des Juden Zweig auf den Programmzetteln abgedruckt wird.
Harwood starb am 8. September 2020 in Sussex. Er hinterließ drei Kinder.

## Varia
Sein Cousin, der Schauspieler Antony Sher, ist ebenfalls aus Südafrika nach London gezogen.

## Literarische Werke und Theaterstücke
Harwood hat über zwanzig Bühnenstücke geschrieben, eine Reihe von Romanen und Sachbüchern.
- The Dresser, Uraufführung 1980 am Royal Exchange Theater, Manchester; US-amerikanische Erstaufführung 1981 am Brooks Atkinson Theatre, New York City
- Poison Pen, Uraufführung 1993 am Royal Exchange Theatre, Manchester
- Taking Sides, Uraufführung 1995 am Minerva Theatre, Chichester
- Quartett, Uraufführung 1999 am Noël Coward Theatre, London

## Filmografie
- 1962: Herbst in London (The Barber of Stamford Hill)
- 1964: Sturm über Jamaika (A high wind in Jamaica)
- 1967: Diamanten zum Frühstück (Diamonds for breakfast)
- 1970: Cromwell – Krieg dem König (Cromwell)
- 1970: Ein Tag im Leben des Iwan Denissowitsch (En dag i Ivan Denisovitij’s liv)
- 1974: Das Sonderkommando (Operation Daybreak)
- 1981: Evita Peron
- 1983: Ein ungleiches Paar (The Dresser)
- 1990: Tchin Tchin
- 1994: Schrei in die Vergangenheit (The Browning Version)
- 2001: Taking Sides – Der Fall Furtwängler (Taking Sides)
- 2002: Der Pianist (The Pianist)
- 2003: The Statement
- 2004: Being Julia
- 2005: Oliver Twist
- 2007: Die Liebe in den Zeiten der Cholera (Love in the Time of Cholera)
- 2007: Schmetterling und Taucherglocke (Le scaphandre et le papillon / The Diving Bell and the Butterfly)
- 2008: Australia
- 2012: Quartett (Quartet)

## Auszeichnungen (Auswahl)
- Drei Oscar-Nominierungen, davon einmal ausgezeichnet
- Drei BAFTA-Nominierungen
- Eine Golden-Globe-Nominierung

- 1997: Namensgeber für den Asteroiden (7040) Harwood
- 1999: Aufnahme als Commander of the British Empire (CBE)
- 2010: Knight Bachelor (Sir)